# Mazon (Illinois)
Mazon – wieś w Stanach Zjednoczonych, w stanie Illinois, w hrabstwie Grundy. Zgodnie ze spisem statystycznym z 2000 roku, miasto liczyło 904 mieszkańców.